# Jack Carroll
Jack Carroll, född 31 juli 1930, död 1 april 1997, var en friidrottare från Kanada. Han deltog vid olympiska sommarspelen 1952.